# Ghislain Lazare Chameni
 (novembre 2018).
Si vous disposez d'ouvrages ou d'articles de référence ou si vous connaissez des sites web de qualité traitant du thème abordé ici, merci de compléter l'article en donnant les références utiles à sa vérifiabilité et en les liant à la section « Notes et références ».
Ghislain Lazare Chameni est un footballeur international camerounais né le 21 août 1982 à Douala. Il évolue au poste de milieu de terrain.

## Biographie
Il évolue au Cameroun, en Turquie et en Algérie. 
Lors de son passage en Turquie, il joue 17 matchs en première division, sans inscrire de but.
Il compte une sélection en équipe nationale camerounaise.

## Palmarès
- Champion du Cameroun en 2002 avec le Canon Yaoundé.